# Айгезард
Айгезард (вірм. Այգեզարդ) — село в марзі Арарат, у центрі Вірменії. Село розташоване за 7 км на схід від міста Арташата, за 1 км на схід від села Айгепат та 3 км на південний захід від села Кахцрашен.

## Люди
В селі народилися Овнатанян Паруйр Меліксетович — передовик виробництва в галузі виноградарства, Герої Соціалістичної Праці, виноградар Степанян Роза Вартанівна, голова колгоспу Саркісян Амаяк Мхітарович.